# 克羅溫縣
克羅溫縣（英語：Crow Wing County）是美国明尼蘇達州中部的一個郡，面積2,995平方公里。根據2020年美國人口普查，共有人口66,123人。縣治布雷納德（Brainerd）。該縣成立於1857年5月23日，縣名來自克羅溫河（Crow Wing River）。